# 48434 Maxbeckmann
48434 Maxbeckmann è un asteroide della fascia principale. Scoperto nel 1989, presenta un'orbita caratterizzata da un semiasse maggiore pari a 2,6583835 UA e da un'eccentricità di 0,0828426, inclinata di 1,78093° rispetto all'eclittica.